# Norris Cole
Pour les articles homonymes, voir Cole.
Norris Gene Cole II, né le 13 octobre 1988 à Dayton dans l'Ohio, est un joueur américain de basket-ball. Il mesure 1,85 m et évolue au poste de meneur.

## Biographie

### Carrière universitaire
Entre 2007 et 2011, Norris Cole est à l'université d'État de Cleveland, où il joue pour les Vikings (en).

### Carrière professionnelle

#### Heat de Miami (2011-fév. 2015)
Le 23 juin 2011, Norris Cole est drafté en 28e position de la draft 2011 de la NBA par les Bulls de Chicago, mais il est directement envoyé, aux Timberwolves du Minnesota, puis finalement au Heat de Miami, où, au milieu d'une équipe de stars (LeBron James, Dwyane Wade et Chris Bosh), il réalise de bonnes performances pour ses premiers matches au sein de la Ligue. Il remporte le titre NBA avec le Heat en 2012 et 2013.

#### Pelicans de La Nouvelle-Orléans (fév. 2015-2016)
Le 19 février 2015, il est transféré avec Justin Hamilton, Shawne Williams et une somme d'argent aux Pelicans de La Nouvelle-Orléans en échange de John Salmons.
Le 16 septembre 2015, il prolonge son contrat d'un an avec les Pelicans.

#### Shandong Lions (oct.-déc. 2016)
Le 5 octobre 2016, Cole part jouer en Chine au Shandong Lions.
Le 1er décembre 2016, il quitte le club chinois.

#### Thunder d'Oklahoma City (mar.-juillet 2017)
Le 1er mars 2017, il signe au Thunder d'Oklahoma City.

#### Maccabi Tel-Aviv (2017-2018)
Le 15 août 2017, il signe un contrat d'un an avec le Maccabi Tel-Aviv.

#### Sidigas Avellino (juillet-déc. 2018)
En juillet 2018, Cole rejoint le club italien du SS Felice Scandone.

#### KK Budućnost Podgorica (déc. 2018-2019)
Le 22 décembre 2018, il quitte le club italien pour rejoindre le KK Budućnost Podgorica, club monténégrin qui participe à l'Euroligue 2018-2019,.

#### AS Monaco (2019-2020)
Le 11 novembre 2019, il signe jusqu'à la fin de saison avec l'AS Monaco.

#### ASVEL (2020-2021)
Le 3 juin 2020, l’ASVEL Lyon-Villeurbanne officialise son arrivée pour deux saisons,. En juillet 2021, Cole quitte l'ASVEL.

#### Unicaja Málaga (2021-2022)
En août 2021, Cole s'engage avec l'Unicaja Málaga, club espagnol de première division.

#### Jeunesse laïque de Bourg-en-Bresse (2022)
En mars 2022, Cole quitte l'Unicaja Málaga pour la Jeunesse laïque de Bourg-en-Bresse, club français de première division. Il remplace Eric Mika, blessé.

## Palmarès
- Champion NBA en 2012 et 2013 avec le Heat de Miami.
- Champion de la Conférence Est de NBA en 2012 et 2013 avec le Heat de Miami.
- Champion de la Division Sud-Est en 2012, 2013 et 2014 avec le Heat de Miami.
- Vainqueur de la Coupe de France 2020-2021 avec ASVEL Lyon-Villeurbanne.
- Champion de France 2020-2021 avec l'ASVEL
- 3e place au championnat des Amériques 2022

## Statistiques
Légende :
| Champion NBA |

gras = ses meilleures performances

### Universitaires
| Saison    | Équipe               | Matchs | Titul. | Min./m | % Tir | % 3pts | % LF | Rbds/m. | Pass/m. | Int/m. | Ctr/m. | Pts/m. |
| --------- | -------------------- | ------ | ------ | ------ | ----- | ------ | ---- | ------- | ------- | ------ | ------ | ------ |
| 2007-2008 | Cleveland State (en) | 34     | 0      | 14,4   | 38,0  | 23,8   | 81,7 | 1,41    | 0,82    | 0,65   | 0,00   | 4,91   |
| 2008-2009 | Cleveland State      | 35     | 33     | 32,8   | 45,2  | 30,4   | 81,1 | 2,63    | 2,46    | 1,14   | 0,11   | 13,51  |
| 2009-2010 | Cleveland State      | 33     | 33     | 34,2   | 43,2  | 34,2   | 79,9 | 2,76    | 4,42    | 1,85   | 0,09   | 16,33  |
| 2010-2011 | Cleveland State      | 36     | 36     | 35,7   | 43,9  | 34,2   | 85,3 | 5,83    | 5,31    | 2,22   | 0,08   | 21,67  |
| Total     | Total                | 138    | 102    | 29,3   | 43,5  | 32,1   | 82,7 | 3,20    | 3,27    | 1,47   | 0,07   | 14,20  |

### Professionnels

#### Saison régulière NBA
| Saison    | Équipe              | Matchs | Titul. | Min./m | % Tir | % 3pts | % LF | Rbds/m. | Pass/m. | Int/m. | Ctr/m. | Pts/m. |
| --------- | ------------------- | ------ | ------ | ------ | ----- | ------ | ---- | ------- | ------- | ------ | ------ | ------ |
| 2011-2012 | Miami               | 65     | 2      | 19,4   | 39,3  | 27,6   | 77,6 | 1,40    | 2,05    | 0,68   | 0,03   | 6,78   |
| 2012-2013 | Miami               | 80     | 4      | 19,9   | 42,1  | 35,7   | 65,0 | 1,62    | 2,05    | 0,71   | 0,09   | 5,56   |
| 2013-2014 | Miami               | 82     | 6      | 24,6   | 41,4  | 34,5   | 77,9 | 1,95    | 3,02    | 0,94   | 0,06   | 6,43   |
| 2014-2015 | Miami               | 47     | 23     | 24,4   | 38,6  | 26,5   | 69,6 | 2,30    | 3,51    | 0,89   | 0,17   | 6,28   |
| 2014-2015 | La Nouvelle-Orléans | 28     | 2      | 24,4   | 44,4  | 37,8   | 74,3 | 1,82    | 3,21    | 0,54   | 0,25   | 9,93   |
| 2015-2016 | La Nouvelle-Orléans | 45     | 23     | 26,6   | 40,5  | 32,4   | 80,0 | 3,36    | 3,71    | 0,82   | 0,11   | 10,60  |
| 2016-2017 | Oklahoma City       | 13     | 0      | 9,6    | 30,8  | 23,1   | 80,0 | 0,85    | 1,08    | 0,62   | 0,00   | 3,31   |
| Total     | Total               | 360    | 60     | 22,3   | 40,7  | 32,4   | 74,3 | 1,95    | 2,73    | 0,78   | 0,09   | 6,96   |

Mise à jour le 11 avril 2019

#### Playoffs NBA
| Saison | Équipe              | Matchs | Titul. | Min./m | % Tir | % 3pts | % LF | Rbds/m. | Pass/m. | Int/m. | Ctr/m. | Pts/m. |
| ------ | ------------------- | ------ | ------ | ------ | ----- | ------ | ---- | ------- | ------- | ------ | ------ | ------ |
| 2012   | Miami               | 19     | 0      | 8,9    | 32,4  | 25,0   | 77,8 | 0,53    | 0,63    | 0,37   | 0,00   | 1,79   |
| 2013   | Miami               | 21     | 0      | 19,9   | 48,0  | 53,1   | 73,7 | 1,86    | 2,00    | 0,71   | 0,10   | 6,14   |
| 2014   | Miami               | 20     | 0      | 20,2   | 41,0  | 37,5   | 86,7 | 1,10    | 1,80    | 0,45   | 0,05   | 4,60   |
| 2015   | La Nouvelle-Orléans | 4      | 0      | 26,4   | 41,7  | 21,4   | 66,7 | 1,75    | 1,75    | 0,00   | 0,25   | 8,75   |
| 2017   | Oklahoma City       | 4      | 0      | 6,1    | 25,0  | 25,0   | 0,0  | 0,25    | 0,25    | 0,00   | 0,25   | 1,25   |
| Total  | Total               | 68     | 0      | 16,5   | 42,1  | 38,2   | 78,3 | 1,16    | 1,44    | 0,46   | 0,07   | 4,34   |

Mise à jour le 13 juin 2019

## Records personnels et distinctions en NBA
Les records personnels de Norris Cole, officiellement recensés par la NBA sont les suivants :
| Type statistique            | Saison régulière | Saison régulière         | Saison régulière | Playoffs | Playoffs               | Playoffs      |
| Type statistique            | Record           | Adversaire               | Date             | Record   | Adversaire             | Date          |
| --------------------------- | ---------------- | ------------------------ | ---------------- | -------- | ---------------------- | ------------- |
| Points en un match          | 23               | Wizards de Washington    | 29 octobre 2014  | 18       | 2 fois                 |               |
| Paniers marqués en un match | 9                | Wizards de Washington    | 29 octobre 2014  | 7        | Bulls de Chicago       | 8 mai 2013    |
| Paniers tentés en un match  | 16               | Celtics de Boston        | 27 novembre 2011 | 9        | Bulls de Chicago       | 8 mai 2013    |
| Paniers à 3 points réussis  | 3                | 7 fois                   |                  | 4        | Bulls de Chicago       | 8 mai 2013    |
| Paniers à 3 points tentés   | 7                | Wizards de Washington    | 29 octobre 2014  | 4        | Bulls de Chicago       | 8 mai 2013    |
| Lancers francs réussis      | 7                | @ Grizzlies de Memphis   | 11 novembre 2012 | 4        | Pacers de l'Indiana    | 22 mai 2012   |
| Lancers francs tentés       | 8                | 2 fois                   |                  | 5        | @ Celtics de Boston    | 3 juin 2012   |
| Rebonds offensifs           | 3                | 2 fois                   |                  | 1        | 8 fois                 |               |
| Rebonds défensifs           | 10               | @ Cavaliers de Cleveland | 15 avril 2013    | 5        | Bulls de Chicago       | 8 mai 2013    |
| Rebonds totaux              | 11               | @ Cavaliers de Cleveland | 15 avril 2013    | 6        | Bulls de Chicago       | 8 mai 2013    |
| Passes décisives            | 9                | 3 fois                   |                  | 4        | 7 fois                 |               |
| Interceptions               | 4                | 3 fois                   |                  | 3        | 2 fois                 |               |
| Contres                     | 2                | 2 fois                   |                  | 1        | 3 fois                 |               |
| Balles perdues              | 7                | Knicks de New York       | 2 avril 2013     | 5        | 2 fois                 |               |
| Minutes jouées              | 52               | @ Nets de Brooklyn       | 10 janvier 2014  | 32       | @ Bobcats de Charlotte | 28 avril 2014 |

- Double-double : 1 (au 30/10/2014)
- Triple-double : 0